# Radomilický potok
Radomilický potok je pravostranný přítok řeky Blanice protékající okresy České Budějovice, Strakonice a Písek v Jihočeském kraji. S délkou 21,3 km je po Zlatém potoce druhým nejdelším přítokem Blanice. Plocha jeho povodí měří 91,2 km².

## Průběh toku
Potok pramení u Kaliště v nadmořské výšce 503 m. Protéká Blatskou pánví, do Blanice ústí zprava u Milenovic v nadmořské výšce 386 m. Jméno Radomilický potok se používá až u Radomilic, na horním toku se nazývá Bílý potok. Bílý potok se východně od Záblatí rozvětvuje a jedna jeho větev teče na západ jako Radomilický potok, druhá teče k jihu a ústí do Bezdrevského potoka. Na Radomilickém potoce se nachází řada rybníků – např. Strpský rybník, Skornice, Mlýnský rybník.

## Vodní režim
Průměrný průtok Radomilického potoka u ústí činí 0,15 m³/s.

## Příroda

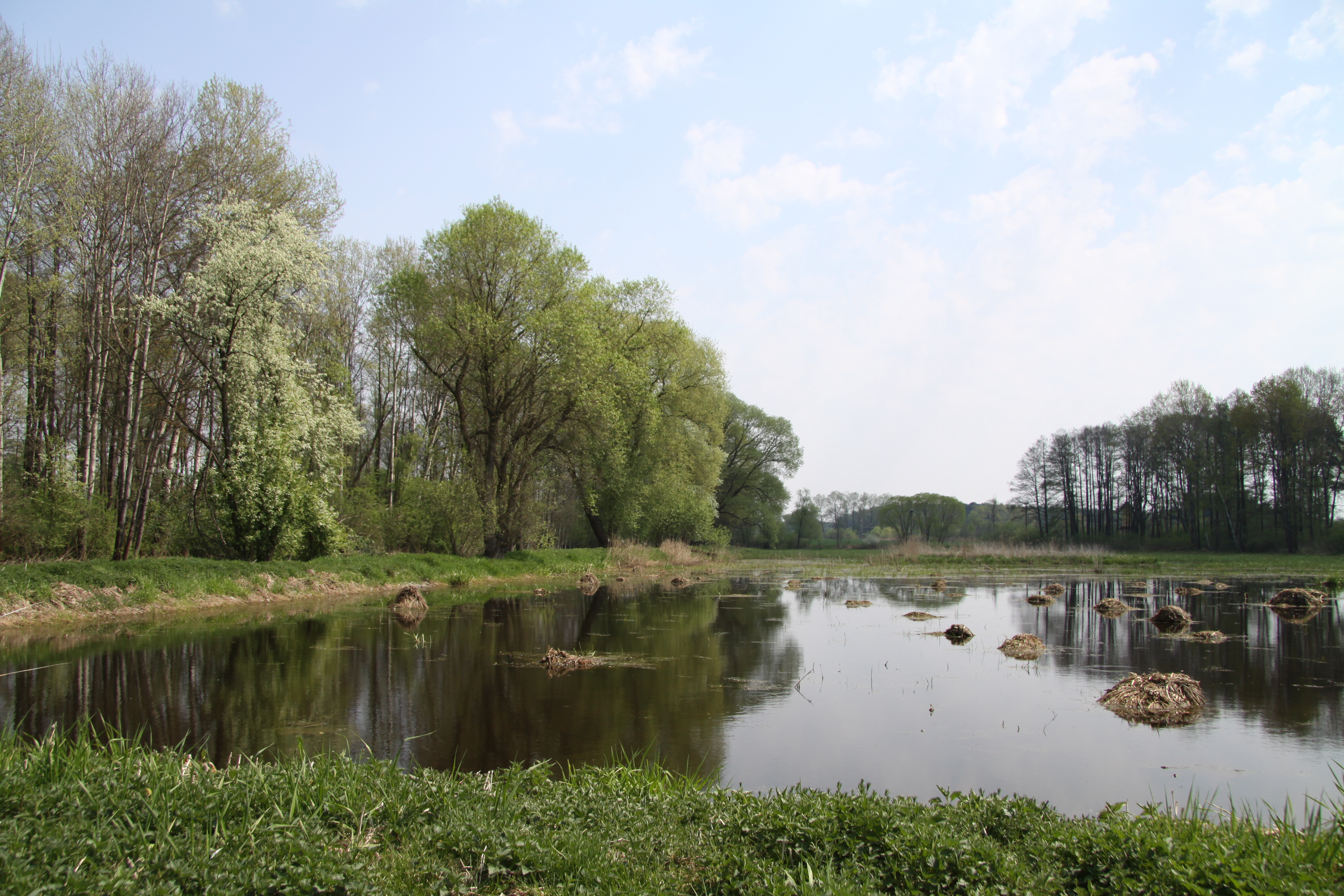
Detail na vodní nádrž v oblasti Radomilické mokřiny

Poblíž Radomilic potok napájí mokřad zvaný Radomilická mokřina, který je vyhlášen za přírodní rezervaci.